# Lycosa cowlei
Lycosa cowlei är en spindelart som beskrevs av Henry Roughton Hogg 1896. Lycosa cowlei ingår i släktet Lycosa och familjen vargspindlar. Inga underarter finns listade i Catalogue of Life.